# Pogány Gábor
Pogány Gábor (Budapest, 1915. október 28. – Róma, 1999. október 30.) magyar származású olasz operatőr. Pogány Móric (1878–1942) műépítész fia.

## Életpályája
A Műegyetem építészmérnöki karának hallgatója volt. Képzőművészettel kezdett foglalkozni; Londonban a Holborn Art School-ban tanult tovább. 1934-ben Korda Sándor filmvállalatához, a London Filmhez került. Eleinte a díszlettervező Korda Vince, majd a francia Georges Périnal (1897–1965) és Harry Stradling operatőr asszisztenseként dolgozott. 1937-ben Olaszországba utazott; itt a csehszlovák V. Vich és Jan Stallich (1907–1973) másodoperatőre és fővilágosítója volt. 1941-től a Cinecitta munkatársa volt.
Közreműködött Vittorio De Sica, Luigi Zampa, Juan Antonio Bardem forgatócsoportjában. Munkatársa volt Curzio Malaparte-nek is. Legnagyobb munkája az Európa éjjel című film volt.

## Filmjei
- First Love (1941)
- Carmela (1942)
- Castiglione grófnő (La contessa Castiglione) (1942)
- A Z. 3-as dokumentum (Document Z-3) (1942)
- Feltámadás (Resurrezione) (1944)
- Isten veled szép Nápolyom (Addio, mia bella Napoli!) (1946)
- Fiamma che non si spegne (1949)
- The Fighting Men (1950)
- Névtelen asszonyok (Women Without Names) (1950)
- See Naples and Die (1951)
- A kalóz bosszúja (Revenge of the Pirates) (1951)
- A tiltott Krisztus (1951)
- Más idők (Altri tempi) (1952)
- Sins of Rome (1953)
- One of Those (1953)
- A Slice of Life (1954)
- Camilla (1954)
- Mata Hari lánya (Mata Hari's Daughter) (1954)
- Giovanna d'Arco al rogo (1954)
- Amici per la pelle (1955)
- Love and Chatter (1957)
- Az olaszok bolondok (The Italians They Are Crazy) (1958)
- A bíró (Il magistrato) (1959)
- Two Women (1960)
- Édes csalódások (Sweet Deceptions) (1960)
- Az utolsó ítélet (The Last Judgment) (1961)
- Az arany nyíl (The Golden Arrow) (1962)
- Császári Vénusz (Imperial Venus) (1962)
- Torpedo Bay (1963)
- The Cavern (1964)
- Samba (1965)
- Pedrito de Andía's New Life (1965)
- Pleasant Nights (1966)
- Egy ember képes meggyilkolni (A Man Could Get Killed) (1966)
- La morte non conta i dollari (1967)
- Három harapás alma (Three Bites of the Apple) (1967)
- Jó estét, Mrs. Campbell! (Buona Sera, Mrs. Campbell) (1968)
- The Last Chance (1968)
- Double Face (1969)
- Darázsfészek (Hornets’ Nest) (1970)
- A jégszemű ember (The Man with Icy Eyes) (1971)
- Valdez közeleg (Valdez Is Coming) (1971)
- Pink Floyd: Live at Pompeii (1972)
- Bluebeard (1972)
- Ripped Off (1972)
- Snow Job (1972)
- Stateline Motel (1973)
- Válik a férfi, válik a nő (Divorce His, Divorce Hers) (1973)
- The Funny Face of the Godfather (1973)
- Two Missionaries (1974)
- The Cousin (1974)
- Unbelievable Adventures of Italians in Russia (1974)
- Night Train Murders (1975)
- Lips of Lurid Blue (1975)
- Colt 38 Special Squad (1976)
- Kleinhoff Hotel (1977)
- Antonio Gramsci: The Days of Prison (1977)
- Ítélet Berlinben (1988)